# Dubbeltandbaardvogel
De dubbeltandbaardvogel (Pogonornis bidentatus) is een vogel uit de familie Lybiidae (Afrikaanse baardvogels).

## Verspreiding en leefgebied
Deze soort komt voor in westelijk en midden Afrika en telt twee ondersoorten:
- P. b. bidentatus: van Guinee-Bissau, oostelijk tot Kameroen en zuidelijk tot noordwestelijk Angola.
- P. b. aequatorialis: van de Centraal-Afrikaanse Republiek tot centraal Ethiopië, zuidelijk tot noordelijk Congo-Kinshasa en noordwestelijk Tanzania.

## Status
De grootte van de populatie is niet gekwantificeerd maar de soort wordt omschreven als tamelijk algemeen. Op de Rode lijst van de IUCN heeft deze soort de status niet bedreigd.